# بلو آيفي كارتر
بلو آيفي كارتر (مواليد 7 يناير 2012)، هي مغنية وممثلة ومؤدية صوت أمريكية، وهي الابنة البكر للنجميْن الموسيقييْن بيونسيه وجاي زي. وصفتها مجلة تايم بأنها "أشهر طفلة في العالم" بعد ولادتها بيومين فقط. وفي اليوم نفسه، استُخدم صوت تنفسها وبكاؤها في أغنية والدها "Glory"، وهو ما جعلها تدخل موسوعة غينيس للأرقام القياسية كأصغر شخص يظهر في أغنية تُدرج على قوائم بيلبورد.
في عام 2019، شاركت في أغنية "Brown Skin Girl"، إلى جانب والدتها بيونسيه والفنانين ويزكيد وسانت جون. ونالت الأغنية عدة جوائز، منها جائزة من الرابطة الوطنية للنهوض بالملونين، وجائزة بي إي تي هير، مما جعلها أصغر من فاز بجائزة BET Her. كما فازت الأغنية بجائزة غرامي لأفضل فيديو موسيقي، لتسجل بذلك رقمًا قياسيًا آخر في موسوعة غينيس كأصغر فائزة فردية بجائزة غرامي، وثاني أصغر فائزة على الإطلاق.
ومن المنتظر أن تشارك كارتر بأول ظهور لها في فيلم روائي طويل في عام 2024 من خلال أداء صوت شخصية الأميرة كيارا في فيلم موفاسا: الأسد الملك.

## روابط خارجية
- بلو آيفي كارتر في قاعدة بيانات الأفلام على الإنترنت